# Митрофан Віцинський
Митрофа́н Віцинський (у миру Марк Віцинський; 24 квітня 1807, Богучар — 19 листопада, 1887) — московський релігійний діяч в Україні та на Дону. Випускник Київської духовної академії Синодальної РПЦ, інспектор Полтавської духовної семінарії. Єпископ Відомства православного сповідання Російської імперії, архієпископ Донський і Новочеркаський ВПСРІ.

## Життєпис
Народився у сім'ї дяка в Слобідській Україні (місто Богучар, Воронезької губернії). 1829 закінчив Воронезьку духовну семінарію. 1831 висвячений на диякона, 21 листопада — на священника.
Овдовів. 11 квітня 1836 року прийняв чернецтво. 1839 року закінчив курс Київської духовної академії і призначений інспектором Полтавської духовної семінарії, 31 грудня того ж року удостоєний звання магістра.
З 31 грудня 1842 року — професор Орловської духовної семінарії. 1848 року переведений до Києва, 1849 — до Кишинева.
1851 — настоятель Фрумоського монастиря Кишинівської єпархії, призначений ректором Кишинівської духовної семінарії.
З 9 червня 1852 — настоятель Курковського монастиря на ім'я Рождества Богородиці.

### Архієрей РПЦ
28 травня 1862 хіротонізований на єпископа Єкатеринбурзького, вікарія Пермської єпархії Відомства православного сповідання Російської імперії.
З 9 листопада 1866 — єпископ Оренбурзький і Уральський ВПСРІ.
Був головою Комітету Оренбурзького православного місіонерського товариства, почесним членом Церковно-археологічного товариства.
1879 зведений у сан архієпископа і призначений архієпископом Донським і Новочеркаським.
Похований у склепі під Богородице-Різдвяною церквою, що при загородній архієрейській церкві.